# Teddy Riner
Teddy Riner (n. 7 aprilie 1989, Pointe-à-Pitre, Guadeloupe, Franța) este un judocan francez, cel mai titrat din istoria sportului. Riner este triplu campion olimpic, în 2012, 2016 și 2020, dar și de zece ori campion mondial. A fost neînvins în 154 de meciuri, din septembrie 2010 până în februarie 2020. 
El a primit premiul pentru cel mai bun sportiv francez în 2012, 2016 și 2017. A fost purtător de drapel pentru Franța la Jocurile Olimpice de vară din 2016. Împreună cu sprintera Marie-José Pérec a aprins vasul olimpic la Jocurile Olimpice de la Paris din 2024.

## Biografie
S-a născut în regiunea franceză Guadelupa, din Caraibe, dar a fost crescut în Paris. Este supranumit "Teddy Bear" (Ursuleț) sau "Big Ted" (Marele Ted).